# Synapturanus danta
Synapturanus danta (лат.) — вид земноводных из семейства узкоротов. Встречается в бассейне реки Путумайо в Перу. Длина тела — 17,6—17,9 мм, цвет — тёмно-коричневый.
Авторами статьи лягушка была названа в честь равнинного тапира — млекопитающего из тропических лесов, из-за длинной морды (местные жители называли её «Rana Danta»). В социальной сети Твиттер, лягушка была названа «Smooth Lil Fella», что отсылает на конфеты бренда Tootsie Roll, и на шоколадных лягушек из серии книг и фильмов о Гарри Поттере.

## Описание

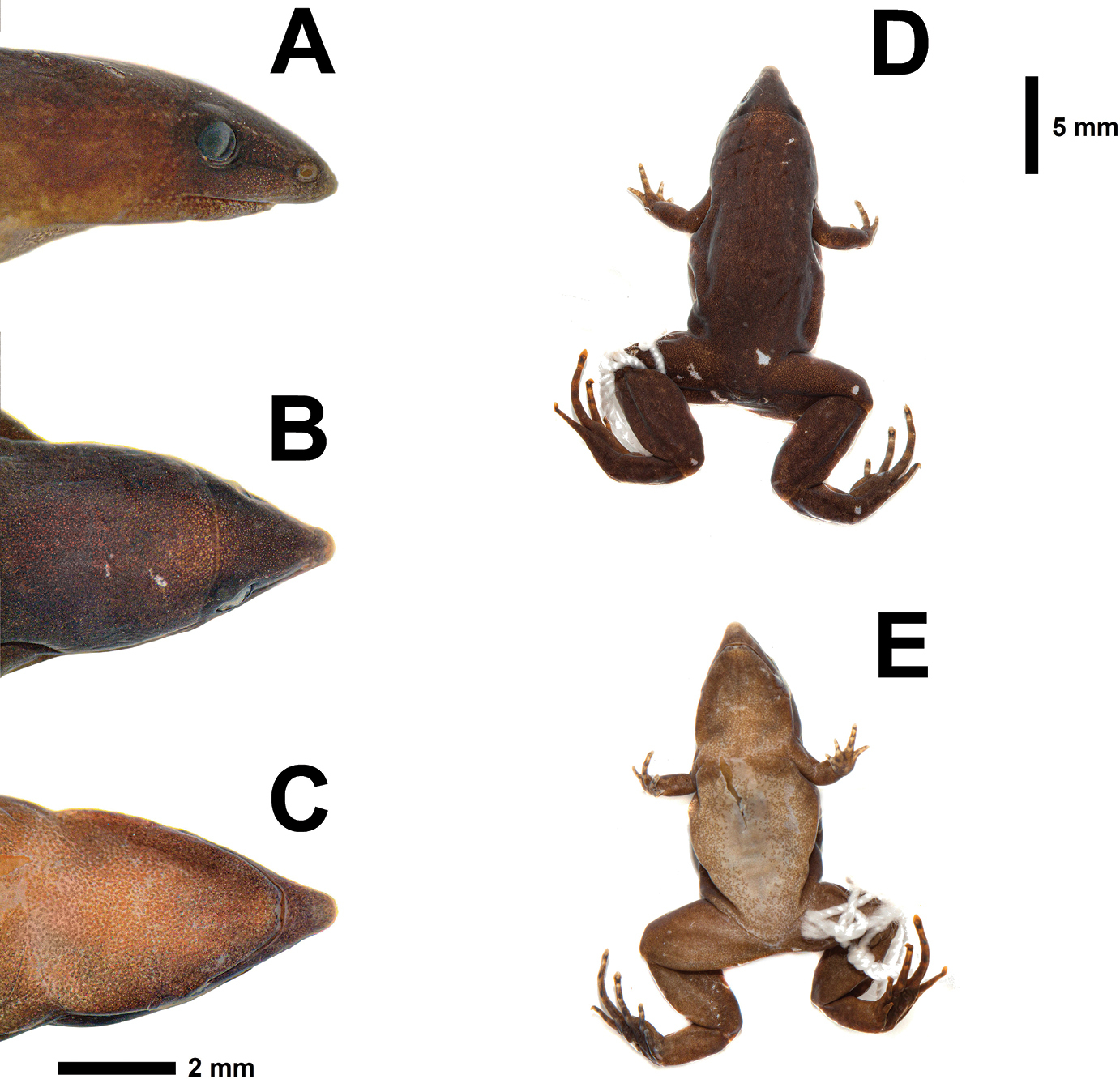
Самцы с обеих сторон и их морды

Является небольшим представителем рода Synapturanus, длина тела у самцов — 17,6-17,9 мм, самки не известны. Голова сверху плоская, при взгляде с боку. Глаза лягушки крупные, больше, чем расстояние от глаза до ноздрей. Пальцы сужаются к концу, без прикрепительных дисков и перепонок. Подсуставные бугорки на пальцах не видны; тенарный бугорок нечеткий, ладонный бугорок отчетливый; пальцы с преаксиальной и постаксиальной каймой (кроме преаксиальной на IV пальце), хорошо заметными на II и III пальцах пре- и постаксиально; кончики пальцев II и III пальцев слегка расширены; внутренний и наружный плюсневые бугорки нечёткие; окрас спины шоколадно-коричневый без пятен, полоса вдоль переднего уголка глазной щели и верхнего века присутствует только у молодых особей; горло и брюшная поверхность конечностей коричные или розовато-коричневые, грудь и брюхо голубовато-белые.
По внешнему виду Synapturanus danta легко отличить от большинства своих сородичей, за исключением Synapturanus rabus и Synapturanus salseri, по плоской голове при виде сбоку (в отличие от выпуклой головы у остальных видов). Новый вид можно дополнительно отличить от S. rabus по нечёткой барабанной полости, и глазу чуть который на половину больше расстояния между глазом и ноздрями, отсутствием полоски глазного века у взрослых и призыву с длиной ноты 0,054-0,063 секунды. От S. salseri, будучи меньше со средним размером у взрослых самцов и имея видимый ладонный бугорок, отсутствием пястных и внутренних плюсневых бугорков, отсутствием пятен или полосы на дорсальной поверхности тела и наличием призыва с доминирующей частотой в диапазоне 1,73-1,81 кГц (против 1,10-1,47 кГц у S. salseri). Кроме того, новый вид можно отличить от Synapturanus ajuricaba по невидимой барабанной полости, размеру глаз немного больше половины расстояния от глаза до ноздри, призывом с преобладающей частотой 1,73-1,81 кГц (против 1,01-1,12 кГц); и отсутствием пятен на спине. Кроме того, новый вид отличается от Synapturanus mesomorphus, Synapturanus mirandariberoi и Synapturanus zombie тонкой формой тела, неокруглыми пальцами, наличием ладонного бугорка, отсутствие тенарного и плюсневого бугорка, наличие призыва с более высокой доминирующей частотой, в диапазоне от 1,73 кГц. до 1,81 кГц, а также отсутствием пятен или крапинок на спине. Кроме того, новый вид отличается от генетически родственного неописанного вида из национального парка Серра-ду-Дивизор, западная Бразилия (Synapturanus «Divisor»), наличием более длинной головы, более коротким носом и более короткими голенями.

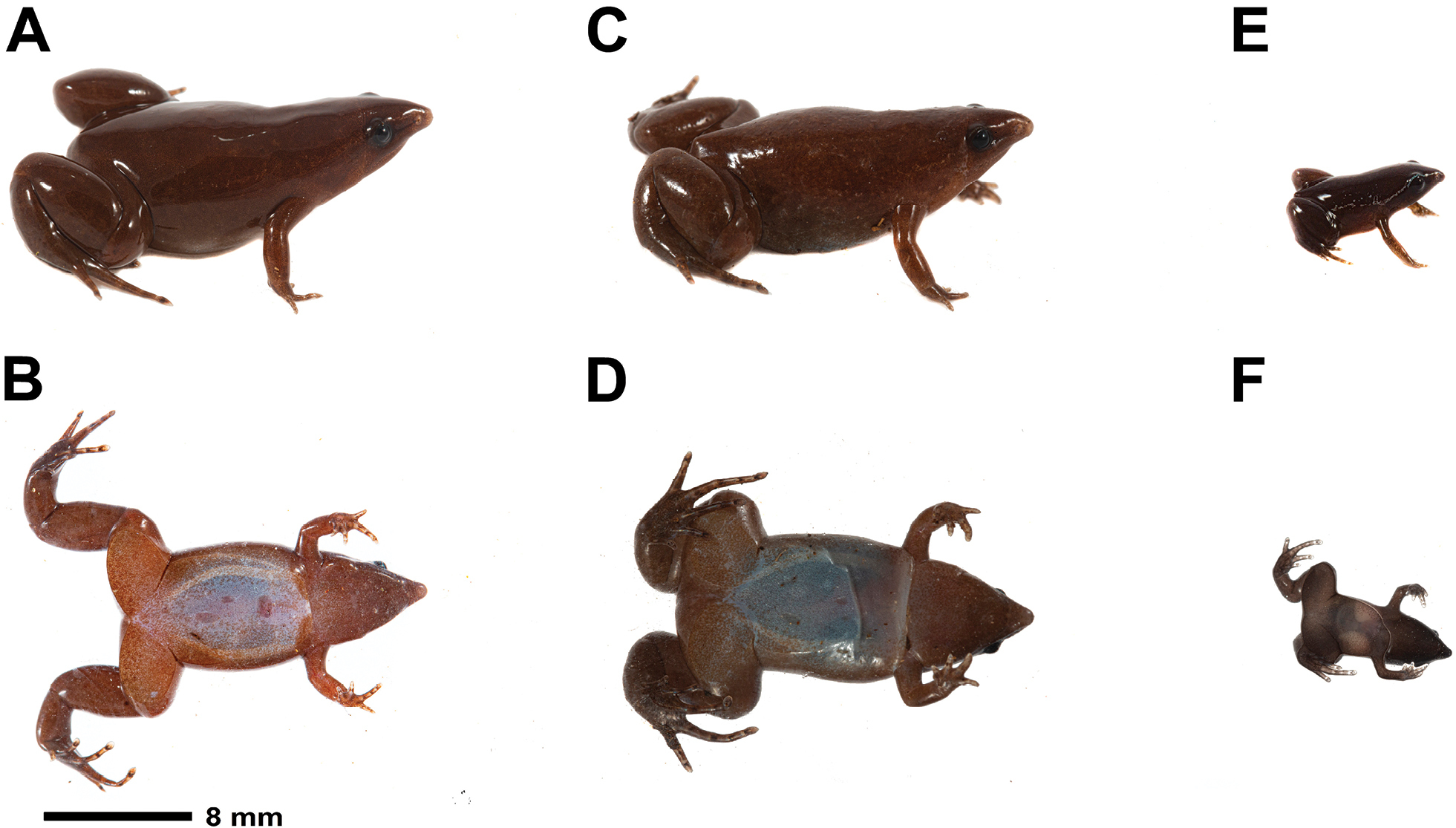
Справа — молодые особи

Ширина головы чуть больше чем длина, HL 24 % SVL; дорсальная и вентральная кожа гладкая от головы до клоаки; linea masculina при жизни видна через полупрозрачную кожу на спине и простирается вентролатерально от подмышечной впадины до паха; едва заметная надбарабанная складка, идущая от заднего угла глаза до уровня шеи; рыло длинное и сильно оттопыренное, далеко заходящее за конец нижней челюсти (1,34 мм), кончик носа оттопырен, закруглен при взгляде сверху и сбоку. Глаза маленькие, 66 % EN; ноздри расположены латерально, ближе к кончику рыла (0,69 мм), чем к глазу (1,51 мм); ростральный угол глазной щели остро округлый, лореальная область сильно вогнутая, бороздчатая; В 19 % HW; EN 35 % HL. Барабанная полость едва заметна; хоаны маленькие (менее 50 % ED), овальные, расположены переднелатерально, одонтофоров нет. Передние конечности крепкие, кожа гладкая; палец II длиннее, чем палец I, когда пальцы прижаты; пальцы короткие, кончики сужаются, за исключением пальца III, не перепончатые, с пре- и постаксиальной бахромой, особенно развитой на пальцах II и III, где бахрома тянется к основанию пальцев; относительная длина прижатых пальцев III > IV > II > I; подсуставные бугорки на пальцах не видны; тенарный бугорок нечеткий, ладонный бугорок маленький, овальный. Имеется железистая непигментированная надкарпальная подушечка. Задние конечности крепкие, кожа гладкая; TL 28 % от SVL; FL 41 % SVL; относительная длина прижатых пальцев IV > III > V > II > I; пальцы без перепонок, сужающиеся на I, IV и V, расширенные на II и II. Пальцы без перепонок, с узкими пре- и постаксиальными бахромками. Подсуставные бугорки на пальцах не видны; внутренний плюсневой бугорок нечеткий, наружный плюсневой бугорок нечеткий. Метатарзальная складка отсутствует.
Спинка и бока шоколадно-коричневые без пятен. Полоса отсутствует вдоль рострального угла глазной щели и верхнего века. Рыло белое, непигментированное. Горло корично-коричневое с рассеянными бледно-оранжевыми или желтыми точками; грудь и брюхо полупрозрачные голубые с белыми мелкими меланофорами. Верх и предплечье, а также тыльные поверхности бедра, голени и предплюсны по цвету сходны с тыльной стороной. Надкарпальная железистая подушечка полупрозрачная белого цвета. После фиксации, спинка становится тёмно-коричневой, нос серно-жёлтым. Горло становится кремово-желтым с коричневыми крапинками. Грудь и брюхо становтся кремово-жёлтыми, с бурыми крапинками по бокам, брюшная поверхность конечностей становится желтовато-коричневой.

### Вариация
У молодого CORBIDI 21013 присутствует голубовато-белая прерывистая полоса глазного яблока, идущая к верхнему веку и затем достигающая паха.
Окраска спины у экземпляра CORBIDI 21051 тёмно-коричневая с мелкими бледно-оранжевыми точками на спинной поверхности конечностей. Брюхо этого экземпляра имеет голубовато-белую окраску, достигающая края с боком. Нижняя поверхность ступней у этого экземпляра чёрная.

### Голос

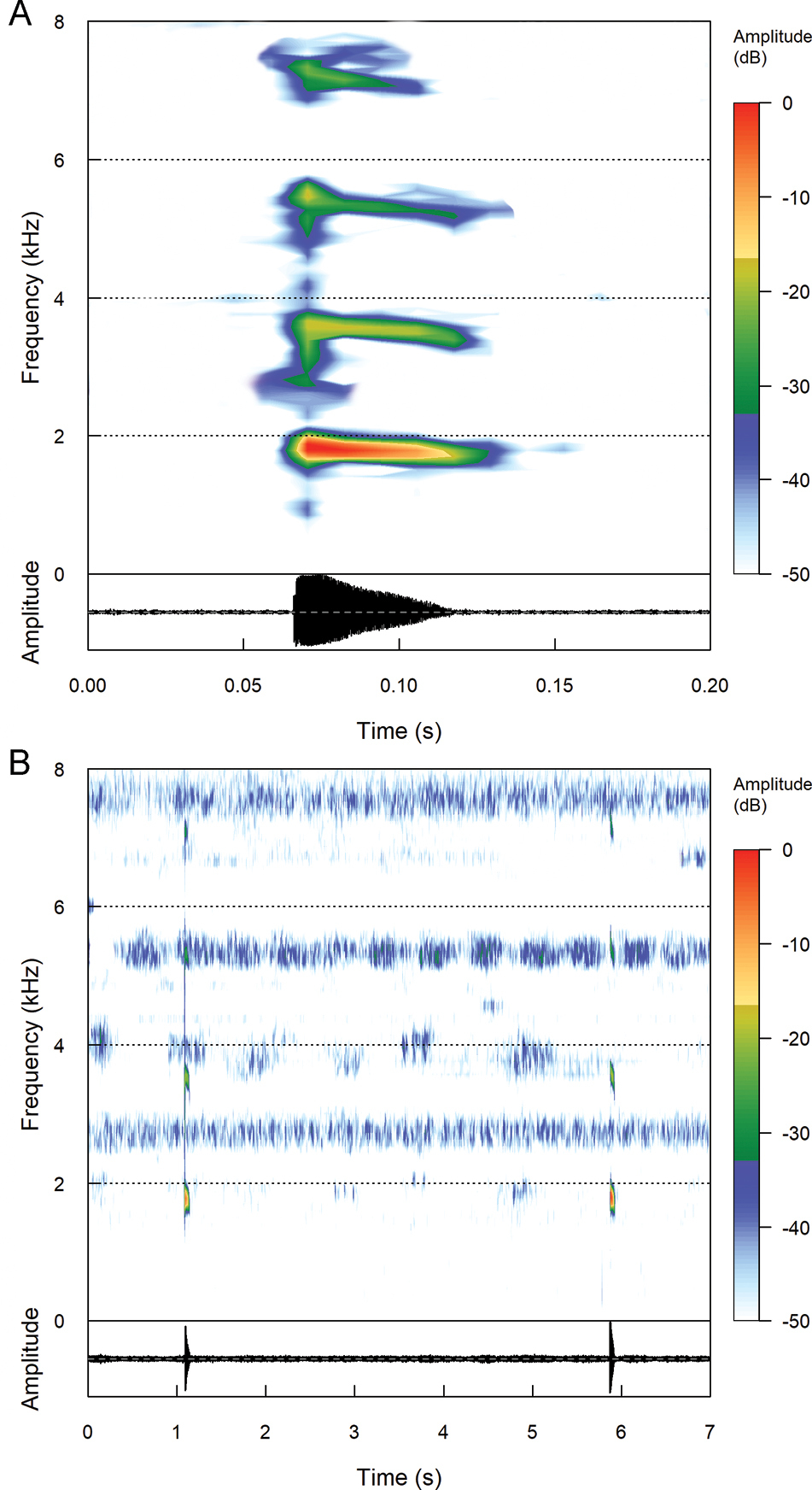
Сонограмма

Synapturanus danta издает одиночные тональные ноты (средняя длина ноты 0,059, диапазон 0,054–0,063 с, SD = 0,003) в среднем каждые 4,083 с (межнотный диапазон 3,777-4,552 с, SD = 0,300). Доминирующая частота составляет в среднем 1,763 кГц (диапазон 1,734-1,809 кГц, SD=0,031) с небольшой модуляцией вниз (среднее 0,059, диапазон 0,000-0,094 кГц, SD=0,049). Сама лягушка издаёт звук «бип-бип-бип».

## Биология
Synapturanus danta известен только из популяции в нижнем бассейне реки Путумайо, Лорето, Перу. Все особи были отловлены ночью под корнями клузий в местообитаниях, классифицируемых как болота Амазонки, в начале сезона дождей. Считается, что эта экосистема торфяников встречается на больших площадях в бассейне Путумайо; однако некоторые из районов, которые, по прогнозам, будут торфяниками, еще не подтверждены полевыми исследованиями. Synapturanus danta населяет почвы низкорослых жердняковых лесов, растущих на торфе. Растительность в типовой местности состоит из видов древовидных деревьев, которые обычны в низкорослых варилльных и хамизальных лесах на белом песке в Лорето, Перу (например, Mauritiella armata, Macrolobium limbatum, Retiniphyllum concolor, Dendropanax resinosus, Remijia ulei, а также род папоротников Trichomanes), также преобладают виды небольших деревьев, произрастающие только в Лорето в низкорослых лесах на торфяных почвах (например, Tabebuia insignis var. monophylla, Diplotropis purpurea, Graffenrieda limbata, Macrolobium, Rapatea ulei) и небольшие популяции других распространенных водно-болотных видов такие как Mauritia flexuosa и Euterpe precatoria. Эти торфяники представляют собой сезонно насыщенные экосистемы с периодами высокого уровня воды, приводящими к образованию матрицы бассейнов, образованных дождевой водой и ненасыщенной землей, расположенной над объединенной водой, и периодами высыхания ландшафта, когда осадков мало или нет. Отбирались пробы в период подъема уровня воды в начале сезона дождей; однако присутствовало много ненасыщенных областей, разбросанных по всей среде обитания вокруг корневых камер отдельных деревьев и пальм. Взрослых самцов находили в этих ненасыщенных участках в камерах глубиной 15-30 см, под корнями клузий. Но собранная молодь (CORBIDI 21013) была поймана на глубине всего 5 см, между корнями того же дерева, откуда кричали взрослые особи. Все особи наблюдались на расстоянии 3-4 м друг от друга.
В настоящее время наблюдается минимальная вырубка лесов, затрагивающая торфяники вокруг типового участка данного вида. Учитывая, что известно только три экземпляра, существует большая неопределенность в распространении и статусе популяции этого вида.